# Mercedes-Benz L 311
 (août 2023).
Si vous disposez d'ouvrages ou d'articles de référence ou si vous connaissez des sites web de qualité traitant du thème abordé ici, merci de compléter l'article en donnant les références utiles à sa vérifiabilité et en les liant à la section « Notes et références ».
Le Mercedes-Benz L 311 est un camion de Mercedes-Benz construit à l'usine Mercedes-Benz de Mannheim à partir du second semestre de 1949. En 1949 les véhicules furent désignés L 3250, ce qui correspond à la charge utile en kg. De 1950 à 1955, les véhicules furent appelés L 3500 en raison de l'augmentation de la charge utile. En 1955, le nom change à nouveau, les véhicules sont désormais appelés L 311. Comme les camions étaient souvent surchargés, Mercedes-Benz proposa à partir de 1953 un modèle similaire au L 311 avec une charge utile plus importante sous le nom de L 312. Au milieu de l’année 1949, le successeur du L701 est arrivé sur le marché. Il s’agit du L 3250, mais il n’a été produit que pendant 1 an. La charge utile du successeur L 3500, qui a été produit à partir du début de 1950, a été augmentée de 3 1/4 t à 3,5 t.
À partir de 1955, des véhicules à cabine surélevée ont également été lancés dans la série L311, en plus des véhicules à capot. Les véhicules à cabine surélevée étaient très souvent livrés comme camions de pompiers. À partir de 1955, la désignation de la série L311 a remplacé les désignations L3250 et L3500.
Le L 311 a été construit en tant que camion à capot avec un plateau ou une benne; la version à plateau a également été construite en tant que variante à traction intégrale, le LA 311. À partir de 1954, Mercedes-Benz dessert également le segment des camions à cabine sur moteur, qui émerge dans les années 1950, avec le LP 311 avec le châssis de la cabine sur le moteur, équipé d'une cabine de conduite et d'une carrosserie par des fabricants externes. La production du camion à cabine sur moteur s'est terminée à Mannheim en janvier 1961, les camions à capot ont été construits jusqu'en mai 1961. Au total, environ 55 000 véhicules ont été construits, dont 3 000 à traction intégrale. En raison de leur puissance moteur initiale de 90 ch (66 kW), les L 311 et L 312 étaient à l'époque connues sous le nom de « 90er Mercedes ». Avant le Magirus-Deutz « Sirius », le modèle était à l'époque l'un des camions légers les plus vendus en Allemagne.

## Variantes du modèle

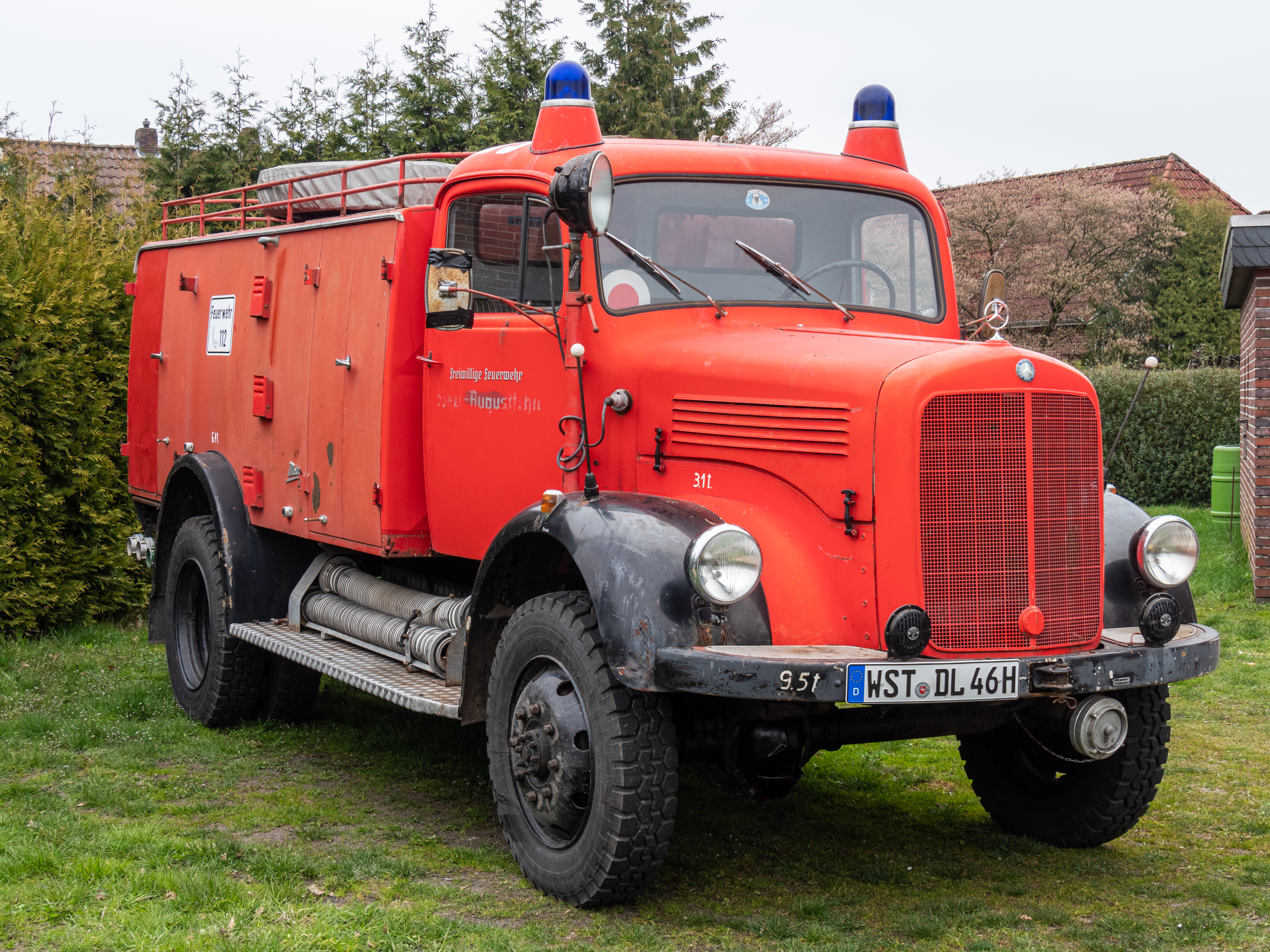
Mercedes-Benz L 311 véhicule de pompier

- L 311 : modèle de base, capot, traction arrière, plateau
- LK 311 : capot, traction arrière, benne
- LA 311 : capot, transmission intégrale, plateau
- LP 311 : cabine sur moteur, traction arrière
- Production en Argentine (RA). Sur les 980 premiers ensembles de pièces, seuls 838 véhicules ont été achevés au cours de la première année. Voir le premier numéro de l’ADEFA de 1966. La Fédération argentine de l’automobile a documenté les premiers camions produits dans le pays à la page 12. Avant 1952, tous les camions étaient importés[3],[4].
- En plus de la L 311, la L 6600, rebaptisée plus tard série L315, a également été produite en Argentine[5],[6].
- L’autobus O 3500 était également basé sur la série L 311 et utilisait de nombreuses pièces communes.

## Technologie

### Châssis et transmission
Le Mercedes-Benz L 311 dispose d'un châssis modulaire de type échelle pour des empattements de 3 600, 4 200 et 4 830 mm ainsi que d'essieux rigides sur deux ressorts à lames semi-elliptiques à l'avant et à l'arrière. De plus, des amortisseurs télescopiques ou à levier sont installés sur l'essieu avant et deux ressorts auxiliaires à action progressive sur l'essieu arrière. Les pneus 7,55-20 sont montés sur des jantes à biseau divisé 6,5-20. Le camion est équipé de pneus jumelés sur l'essieu arrière. Il y a des frein à tambour à sabot intérieur et à commande hydraulique sur toutes les roues, qui étaient également assistés par air comprimé (servofrein) sur demande. Les véhicules, disponibles avec conduite à droite ou à gauche, sont équipés d'une direction à recirculation de billes avec un tirant monobloc de Mercedes-Benz. Sur les véhicules encore désignés comme L 3500, en revanche, il s'agit d'un système de direction ZF Type 704.
La puissance est transmise du moteur à la transmission via un embrayage monodisque à sec Fichtel & Sachs H32. La transmission, développée en interne par Mercedes-Benz, est une transmission à prise constante de série, mais une transmission à cinq vitesses entièrement synchronisée avec un levier de vitesses à bille était également disponible en option. La puissance d'entraînement est transmise depuis la boîte de vitesses vers le différentiel à pignons coniques de l'essieu arrière; les véhicules à traction intégrale disposent également d'une boîte de transfert et d'une réduction tout-terrain. Il n'y avait pas de blocage de différentiel ni pour l'essieu arrière ni pour l'essieu avant.
Le L311 était équipé du nouveau moteur diesel de la série OM 312. Le nom OM est l’abréviation de moteur à huile. Malgré la distance souhaitée par rapport à la réplique mal-aimée de l’Opel Blitz, certaines données techniques ont été laissées inchangées afin de faciliter la production. L’OM 312 est également un moteur six cylindres. L’alésage est resté le même à 90 mm. Avec une course de 120 mm, il en résulte une cylindrée de 4,58 litres. Le moteur produisait 90 ch à 2800 tr/min. Le poids du moteur était de 400 kg. Comme pour son prédécesseur, l’empattement était de 3600 mm. Cependant, le véritable prédécesseur était la L3000 S, qui avait un empattement de 3800 mm. La réduction significative du poids de la série L311 par rapport à la L3000 S d’avant-guerre a permis de réaliser des économies de carburant notables. On parlait de 15 à 17 litres aux 100 km. Pour assurer un bon fonctionnement, le moteur a été guidé par des roulements en caoutchouc. Avec la méthode de pré-chambre, le moteur peut être démarré même à moins 15 degrés. Dans le cas de la boîte de vitesses à cinq rapports, les engrenages fonctionnent en permanence. Les vitesses sont passées à l’aide de griffes. Pour une conduite normale, les rapports 2 à 5 suffisent. La première vitesse n’est nécessaire que dans les pentes ou lors du remorquage d’une remorque.
La cabine est en tôle. La banquette peut accueillir 3 personnes. L’intérieur est alimenté en air frais par une ventilation dynamique à pression. En plus de l’empattement bien connu de 3600 mm, un empattement supplémentaire de 4200 mm a été ajouté à la L3500. Dans les derniers véhicules L311, il y avait un empattement supplémentaire de 4830 mm. Pour le châssis, des essieux de poing robustes ont été utilisés sur l’essieu avant. Sur l’essieu arrière, une construction en fonte malléable avec des tubes en acier pressés. Le rapport de réduction de l’essieu arrière était de 5,71 :1.
Pour la suspension, des ressorts semi-elliptiques avec amortisseurs hydrauliques ont été utilisés à l’avant. Sur l’essieu arrière, ressorts semi-elliptiques et ressorts auxiliaires. L’embrayage était un embrayage à sec monodisque. En ce qui concerne la transmission, les quatre premiers rapports étaient à engrenages hélicoïdaux. Seul le premier engrenage était à denture droite. L’arbre à cardan était en deux parties. Les jantes en acier avaient un cercle de boulons pour la fixation de 275 mm avec 8 boulons de roue. Le frein à pied hydraulique est monté sur les 4 roues. Le frein à main actionnait l’essieu arrière par l’intermédiaire d’un câble. Le réservoir de carburant, d’une capacité identique à 92 litres, a de nouveau été logé sous les sièges comme dans le véhicule précédent, le L 701. Comme pour son prédécesseur, le système d’éclairage était également équipé de 12 volts et 35 watts. Le feu de position était de 3 watts. Dans le cas du moteur, le carter et la culasse étaient en fonte. Le vilebrequin avait sept roulements. Les pistons étaient en métal léger. Le circuit d’eau avait une capacité de 18 litres. Le ventilateur à six pales était entraîné par le moteur via une courroie. Pour l’alimentation, 2 batteries de 6 volts et 75 Ah ont été connectées en série.

## L 311 Spécifications
Valeurs pour empattement 3600 mm. Dans les supports pour empattement de 4200 mm.
- Empattement  3600 mm (4200 mm)
- Écartement des voies avant 1700 mm
- Voie arrière 1685 mm
- Garde au sol 250 mm
- Longueur du véhicule 6565 mm (7265 mm)
- Largeur du véhicule 2240 mm
- Hauteur du véhicule 2260 mm
- Surface utile 8 qm (9,5 qm)
- Charge utile 3500 kg
- Poids total autorisé 6500 kg (6600 kg)
- Charge admissible sur l’essieu avant 2000 kg (2080 kg)
- Charge admissible sur l’essieu arrière 4800 kg (4500 kg)
- Le plus petit cercle de conduite 14,5 m (16,6 m)
- Vitesse maximale 80 km/h
- Poids total autorisé de la remorque 4600 kg
- Remorque de charge utile 3000 kg
- Aptitude maximale en pente en 1re vitesse 35%
- Aptitude maximale en pente en 2e vitesse 20 %
- Aptitude maximale en pente en 3e vitesse 11%
- Aptitude maximale en pente en 4e vitesse 6%
- Aptitude maximale en pente en 5e vitesse 3%
- Vitesse maximale en 1re vitesse 11 km/h
- Vitesse maximale en 2e vitesse 19 km/h
- Vitesse maximale en 3e vitesse 31 km/h
- Vitesse maximale en 4e vitesse 53 km/h
- Vitesse maximale en 5e vitesse 80 km/h

### Moteur
Le moteur de tous les véhicules est l'OM 312 de Mercedes-Benz, un moteur Diesel six cylindres en ligne vertical à quatre temps avec deux soupapes, injection en pré-chambre et refroidissement à eau. Le bloc-cylindres en fonte alliée au nickel et le carter divisé sont moulés d'une seule pièce. Avec un alésage de cylindre de 90 mm et une course de piston de 120 mm, le moteur a une cylindrée totale de 4 580 cm³. Des pistons en aluminium forgé de Mahle, chacun avec quatre segments de compression et deux segments racleurs d'huile, fonctionnent dans les cylindres. La puissance est transmise via des bielles fendues obliquement à un vilebrequin forgé en sept roulements, durcis aux points d'appui. Les bielles et le vilebrequin sont équipés de paliers lisses en bronze au plomb avec des coques de support en acier. Le vilebrequin est équipé de six contrepoids et d'un amortisseur de vibrations.
Un arbre à cames tourne dans le carter moteur à quatre paliers lisses et il est entraîné par des engrenages hélicoïdaux. Il actionne les soupapes suspendues verticalement via des poussoirs, des tiges de poussée et des culbuteurs. Chaque cylindre possède une soupape d'admission et une soupape d'échappement. La culasse en fonte recouvrant tous les cylindres est amovible et possède un joint en amiante.
La lubrification par circulation sous pression fonctionne avec une pompe à huile à engrenages et un filtre à huile dans le flux principal. L'huile est refroidie par un refroidisseur d'huile avec contrôle de température. La pompe à carburant de la pompe d'injection achemine le carburant du réservoir à travers un filtre en tube de feutre vers la pompe d'injection Bosch PES 6 A70 B 410 RS 64/7, qui l'injecte dans les préchambres via des buses d'injection Bosch DNO SD 211. La pompe d'injection est équipée d'un régulateur centrifuge. L'air est aspiré devant le radiateur et nettoyé à l'aide d'un filtre à air à bain d'huile, qui atténue également le bruit d'admission du moteur. Le moteur est refroidi par un refroidisseur tubulaire dont l'air chaud évacué est évacué par un ventilateur.
Le moteur délivrait initialement 66 kW (90 ch DIN) à 2 800 tr/min et délivrait un couple maximal de 265 Nm à 1 600 tr/min. En 1956, la compression et la vitesse furent augmentées, les temps de contrôle modifiés et la puissance ont été augmentés à 74 kW (100 ch DIN) à 3 000 tr/min.

## LS 3500
La forte demande de semi-remorques nécessitait une variante de la L311. La semi-remorque LS 3500 avait un châssis raccourci avec un empattement de seulement 3200 mm. Les pneus ont été changés en 8.25-20. Un support d’air comprimé a également été ajouté au système de freinage. Le poids du châssis, conducteur compris, était de 2650 kg. Le poids total combiné avec semi-remorque devrait être de 12 500 kg. La charge utile de la semi-remorque était donc de 7,5 t.

## Production L311
| Année      | 1949 | 1950 | 1951 | 1952 | 1953 | 1954 | 1955 | 1956 | 1957 | 1958 | 1959 | 1960 | 1961 | total |
| ---------- | ---- | ---- | ---- | ---- | ---- | ---- | ---- | ---- | ---- | ---- | ---- | ---- | ---- | ----- |
| L 3250     | 2175 | 0    | 0    | 0    | 0    | 0    | 0    | 0    | 0    | 0    | 0    | 0    | 0    | 2175  |
| L 3500     | 0    | 5532 | 8404 | 9608 | 4941 | 2863 | 0    | 0    | 0    | 0    | 0    | 0    | 0    | 31348 |
| L 311      | 0    | 0    | 0    | 0    | 0    | 0    | 2643 | 3200 | 2299 | 2458 | 2729 | 3717 | 1118 | 18164 |
| LA 311     | 0    | 30   | 354  | 1022 | 389  | 317  | 251  | 161  | 132  | 142  | 101  | 75   | 10   | 2984  |
| LP 311     | 0    | 0    | 0    | 0    | 0    | 0    | 199  | 264  | 251  | 244  | 274  | 458  | 69   | 1759  |
| LAP311     | 0    | 0    | 0    | 0    | 0    | 0    | 0    | 15   | 21   | 60   | 13   | 33   | 0    | 142   |
| L 311 (RA) | 0    | 0    | 0    | 980  | 480  | 260  | 1040 | 0    | 0    | 0    | 0    | 0    | 0    | 2760  |